# 尾花沢バイパス
尾花沢バイパス（おばなざわバイパス）は、山形県尾花沢市を通る、国道13号のバイパスと国道347号のバイパスである。
元来は、国道13号バイパスのことであり、ガソリンスタンド、コンビニエンスストアの「尾花沢バイパス店」は国道13号沿いに存在するが、山形県等では、近年開通した国道347号バイパスにも一般国道347号尾花沢バイパスの名を用いている。尾花沢市民は、国道13号バイパスを尾花沢バイパスと呼んでおり、国道347号尾花沢バイパスは現道と同じ母袋街道、山形蕎麦街道と呼んでいる。

## 国道13号尾花沢バイパス
国道13号の一部であり、村山市土生田（山形北バイパス終点）-尾花沢市名木沢を結ぶバイパスである。

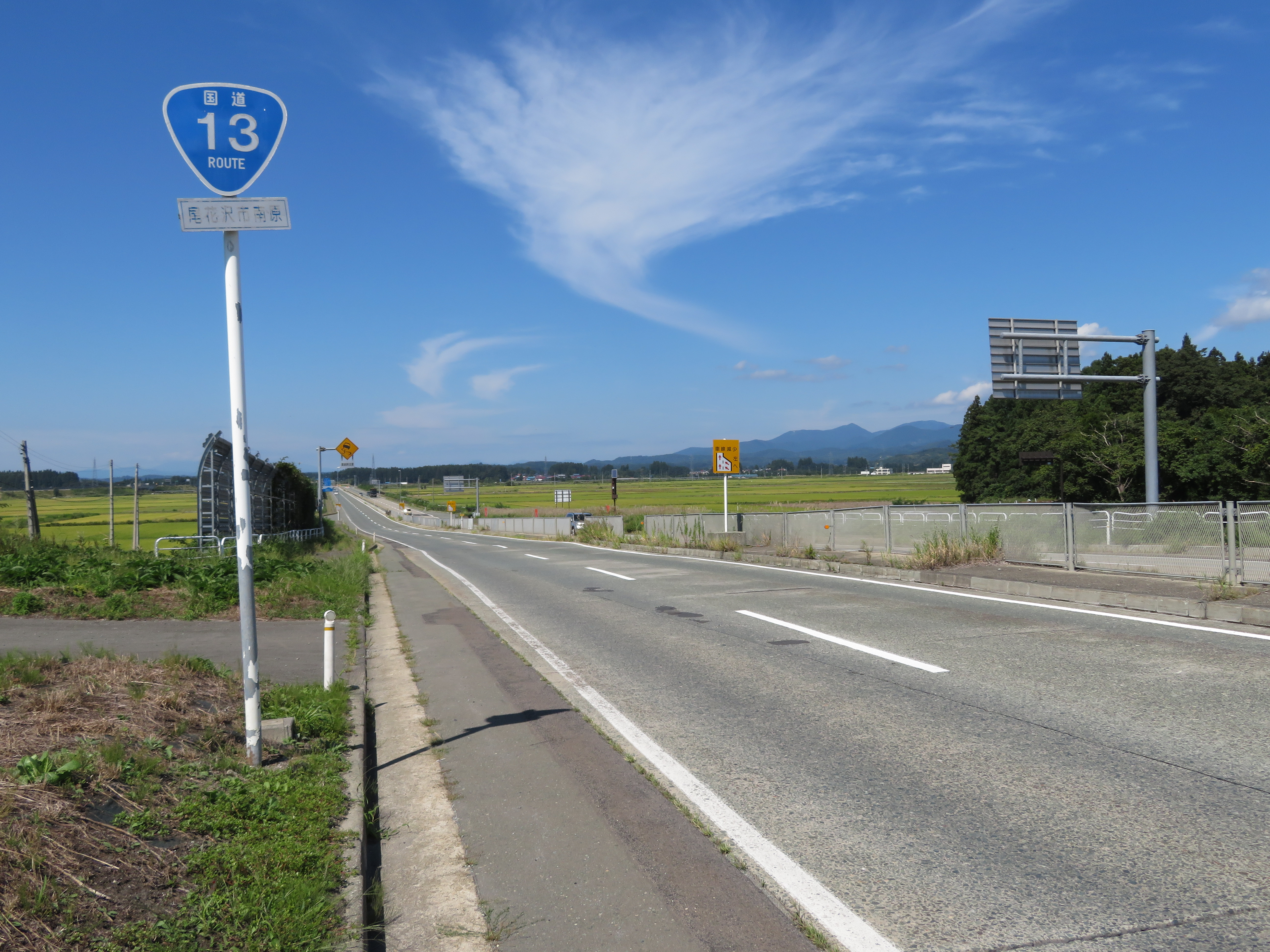
山形県尾花沢市南原付近

### 概要
土生田-尾花沢（大石田街道交差点）間は4車線、残りの区間は2車線である。
当初の計画では、尾花沢バイパス全線が4車線になる計画であり、最終的には新庄市まで4車線の道路になる計画であった。すでに野黒沢交差点までの用地買収が完了しており、橋台の基礎工事も完了しているが、工事が凍結された状態である。尾花沢バイパスを通して拡幅用地を見ることが出来る。
現在、尾花沢バイパスに並行して尾花沢新庄道路の建設工事が進んでおり、道路拡幅の実現はほぼないと思われる。

### 地理
- 尾花沢市役所
- 道の駅尾花沢
- 東北地方整備局 山形河川国道事務所 尾花沢国道維持出張所
- 東北地方整備局 新庄河川事務所 大石田出張所

### 交差する道路
- 山形県道120号東根尾花沢線
- 山形県道28号尾花沢最上線
- 国道347号
- 尾花沢新庄道路
- 山形県道120号東根尾花沢線
- 山形県道305号大石田名木沢線

### 交通量
平日24時間交通量（平成17年度道路交通センサス）
- 尾花沢市大字横内 : 25,684
- 尾花沢市大字芦沢字清水頭 : 20,547

## 国道347号尾花沢バイパス
尾花沢市の尾花沢（尾花沢交差点）-二藤袋を結ぶ2.9kmのバイパスである。

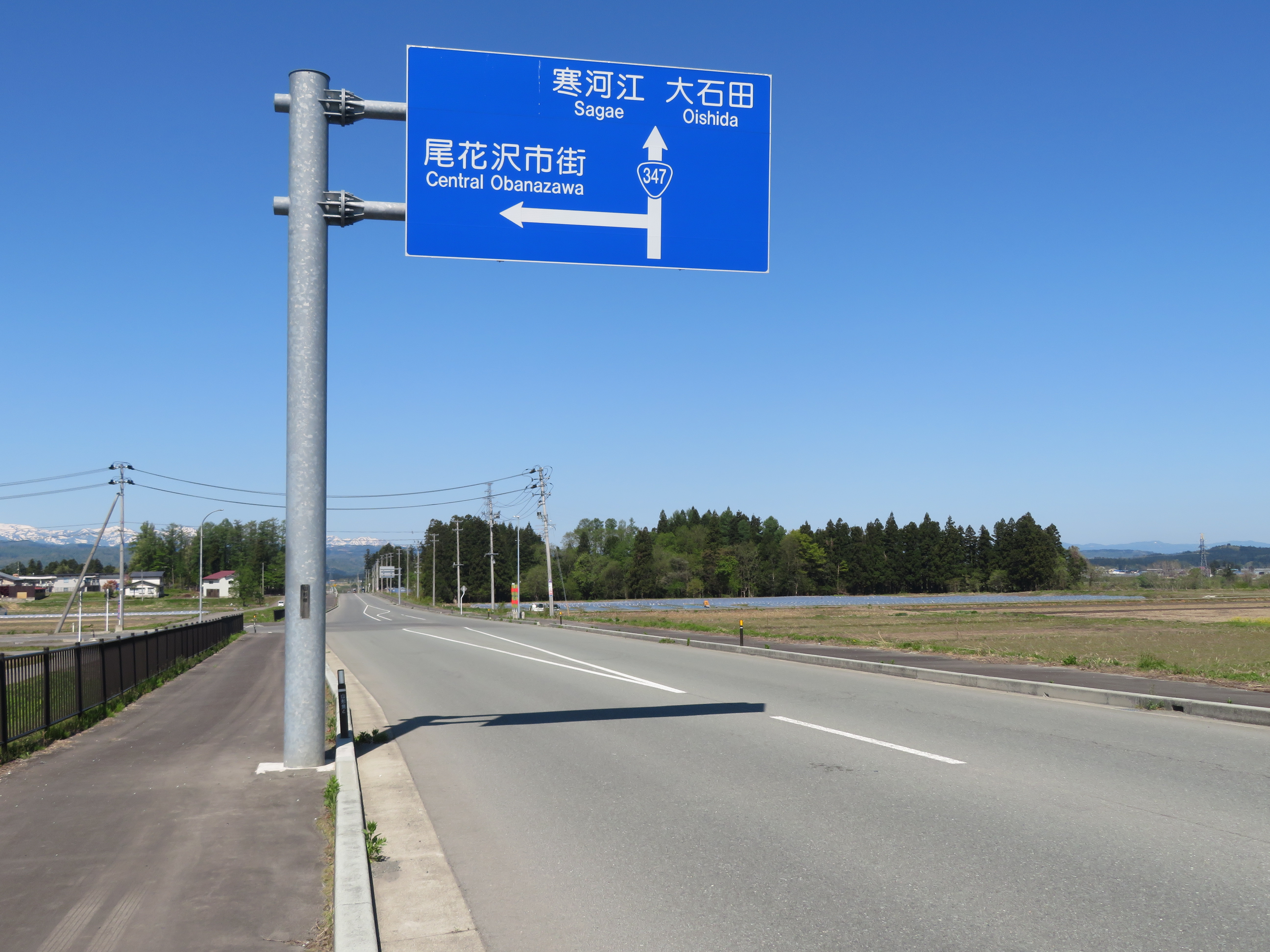
山形県尾花沢市尾花沢付近

### 概要
尾花沢市中心部の混雑解消を目的に事業中であり、2006年12月に尾花沢交差点-尾花沢地内（尾花沢消防署）が、2008年12月に残りの尾花沢地内-新町が開通し、全線開通した。

### 地理
- 東北地方整備局 山形河川国道事務所 尾花沢国道維持出張所

### 交差する道路
- 国道347号/山形県道120号東根尾花沢線
- 山形県道28号尾花沢最上線
- 国道347号